# Vratno Otok
Vratno Otok – wieś w Chorwacji, w żupanii varażdińskiej, w gminie Cestica. W 2011 roku liczyła 65 mieszkańców.